# منشورات إنديغو
منشورات إنديغو (بالإنجليزية: Indigo Publications)‏ هي شركة فرنسية تنشر العديد من مجلات التجارة والمواقع الإلكترونية، معظمها مخصص لقطاع الأعمال. تأسست الشركة عام 1981 ومقرها في باريس. تنشر خمس مواقع إلكترونية وخمسة عشر نشرة إخبارية باللغتين الإنجليزية والفرنسية، ومن إصداراتها:
- إنتليجنس أونلاين (Intelligence Online)
- نشرة المحيط الهندي (The Indian Ocean Newsletter)
- استخبارات استخراج المعادن في أفريقيا (Africa Mining Intelligence)
- أسرار المغرب (Maghreb Confidential)
- نشرة غرب أفريقيا (West Africa Newsletter)
- الحرف A